# Rosochacz (obwód iwanofrankiwski)
Rosochacz (ukr. Росохач) – wieś na Ukrainie, w  obwodzie iwanofrankiwskim, w rejonie horodeńskim.

## Sprawiedliwi wśród Narodów Świata(ratujący Żydów w Rosochaczu w czasieokupacji niemieckiej)
- polska rodzina Sabadachów - udzieliła pomocy Chaimowi Bergmanowi. W 2004 roku Instytut Jad Waszem podjął decyzję o przyznaniu Antoniemu, Eudokii i Bazylemu Sabadachom tytułu Sprawiedliwych wśród Narodów Świata[2]
- polska rodzina Łazanowskich - ukrywała Karola i Różę Bergmanów oraz matkę Róży o nazwisku Scherzer. W 1988 roku Jad Waszem podjął decyzję o przyznaniu Józefowi i Katarzynie Łazanowskim oraz ich córkom Annie Łukasiewicz i Bronisławie Bachmatiuk, tytułu Sprawiedliwych wśród Narodów Świata[3]
- ukraińska rodzina Sokoluków - ukrywała Dorę i Abbę Sherzerów. W 1990 roku Jad Waszem podjął decyzję o przyznaniu Mychajłowi i Hannie Sokolukom oraz ich córce Bazylinie Rutkowskiej, tytułu Sprawiedliwych wśród Narodów Świata[4]